# Boy on a Dolphin
Boy on a Dolphin é um filme norte-americano de 1957, do gênero aventura, dirigido por Jean Negulesco e estrelado por Alan Ladd, Clifton Webb e Sophia Loren.